# 西城街道 (菏泽市)
西城街道，是中华人民共和国山東省菏泽市牡丹区下辖的一个乡镇级行政单位。

## 行政区划
西城街道下辖以下地区：
龙厅社区、南华社区、黄巢社区、吴堤口社区、民泰社区、李峨社区、百园社区、兴华社区、华西社区、新菏社区、万福社区、育才社区和康复社区。